# Marcello Visconti di Modrone
Marcello Visconti di Modrone, V duca Visconti di Modrone (Macherio, 18 dicembre 1898 – Crans-sur-Sierre, 5 agosto 1964), è stato un nobile, politico e imprenditore italiano.
Fu podestà di Milano dal 20 novembre 1929 al 19 novembre 1935.

## Biografia

### Infanzia
Nacque il 18 dicembre 1898 a Macherio dal duca Uberto Visconti di Modrone e dalla nobildonna Marianna Gropallo.

### Carriera
Durante il periodo in cui ricoprì l'incarico di podestà di Milano venne avviata la costruzione del Palazzo di Giustizia che affidò all'architetto Marcello Piacentini e venne inaugurato l'Idroscalo.
Era il proprietario e fondatore dello "Stabilimento Duca Visconti di Modrone di Marcello Visconti di Modrone", cotonificio posto a Vaprio d'Adda che divenne società a responsabilità limitata nel 1954 e società per azioni l'anno successivo sotto la denominazione "Stabilimento Duca Visconti di Modrone - Velvis". Fu inoltre presidente del conservatorio Giuseppe Verdi di Milano (1940-1945).

### Morte
È sepolto nel mausoleo di famiglia, nella frazione di Tremoncino, comune di Cassago Brianza.

## Discendenza
Il duca Marcello e Xenia Berlingieri ebbero due figli:
1. Maria Anna;
2. Uberto (Milano, 25 dicembre 1927 - Santa Lucia, 29 dicembre 2001), sposatosi nel 1974 con l'ex moglie di Umberto Agnelli, Antonella Bechi Piaggio di Luserna, erede della Piaggio, da tale matrimonio nacque:
  1. Chiara (1977).